# Cimoliasauridae
Los cimoliasáuridos (Cimoliasauridae) son una familia de plesiosaurios del Jurásico y del Cretácico. Se caracterizan por tener una cabeza más grande y un cuello más corto que los Plesiosauridae y Elasmosauridae. Los dientes recuerdan a Plesiosauridae. El grupo es conocido a través de restos escasos y fragmentarios .